# Jacob C. Morgan
Jacob C. Morgan (Nahódeshgizh, Nou Mèxic, 1879-1950) fou un cabdill navaho. Estudià agricultura a Virgínia, i des del 1904 treballà per a la BIA com a intèrpret. El 1910 també col·laborà en la traducció de la Bíblia. El 1923 esdevé membre del Consell Navajo, però s'hi enfrontà sovint amb Chee Dodge, i des del 1933, al comissionat de la BIA John Collier. El 1934 creà l'American Indian Federation (AIF) i fou president de Consell Navaho entre el 1938 i el 1942.